# Puchar BVA mężczyzn (2024)
Puchar BVA mężczyzn 2024 (oficjalnie Men's BVA Cup 2024) – 17. edycja turnieju o puchar krajów bałkańskich zorganizowana przez Balkan Volleyball Association (BVA). Rozgrywki odbyły się w dniach 19-22 września 2024 roku w hali sportowej «Aleksandros Nikolaidis» w Polichni.
W turnieju uczestniczyło sześć drużyn: Beroe 2016 Stara Zagora z Bułgarii, Pigasos Polichnis z Grecji, KV Peja z Kosowa, Steaua Bukareszt z Rumunii, Radnički Kragujevac z Serbii oraz Arkas Spor z Turcji. Rozgrywki składały się z fazy grupowej, meczu o 5. miejsce, meczu o 3. miejsce oraz finału. W fazie grupowej drużyny podzielone zostały na dwie grupy i rozegrały ze sobą w ramach grupy po jednym meczu. Zwycięzcy grup awansowali do finału, zespoły z drugich miejsc grali o 3. miejsce, natomiast te z trzecich miejsc – o 5. miejsce.
Po raz pierwszy Puchar BVA zdobył Arkas Spor, który w finale pokonał Beroe 2016 Stara Zagora. Turecki klub uzyskał w sezonie 2024/2025 prawo gry w Pucharze Challenge. Trzecie miejsce zajęła Steaua Bukareszt. Serbski klub Radnički Kragujevac odmówił udziału w meczu o 5. miejsce przeciwko kosowskiej drużynie KV Peja, tym samym przegrał walkowerem.

## System rozgrywek
Puchar BVA 2024 składał się z fazy grupowej oraz meczów klasyfikacyjnych.
W fazie grupowej drużyny podzielona zostały na dwie grupy (A i B). W każdej grupie zespoły rozegrały ze sobą po jednym spotkaniu. Zwycięzcy grup awansowali do finału, drużyny z drugich miejsc zagrały mecz o 3. miejsce, natomiast te z trzecich miejsc – mecz o 5. miejsce.

## Drużyny uczestniczące
W Pucharze BVA 2024 uczestniczyło 6 drużyn.
| Państwo  | Klub                    |
| -------- | ----------------------- |
| Bułgaria | Beroe 2016 Stara Zagora |
| Grecja   | Pigasos Polichnis       |
| Kosowo   | KV Peja                 |
| Rumunia  | Steaua Bukareszt        |
| Serbia   | Radnički Kragujevac     |
| Turcja   | Arkas Spor              |

## Rozgrywki

### Faza grupowa
finał
     mecz o 3. miejsce
     mecz o 5. miejsce

#### Grupa A
Tabela
| Lp. | Drużyna                 | Mecze | Mecze   | Mecze   | Pkt | Sety | Sety | Sety  | Małe punkty | Małe punkty | Małe punkty |
| Lp. | Drużyna                 | M     | W (3:2) | P (2:3) | Pkt | wyg. | prz. | ratio | zdob.       | str.        | ratio       |
| --- | ----------------------- | ----- | ------- | ------- | --- | ---- | ---- | ----- | ----------- | ----------- | ----------- |
| 1   | Beroe 2016 Stara Zagora | 2     | 2 (0)   | 0 (0)   | 6   | 6    | 1    | 6.000 | 170         | 145         | 1.172       |
| 2   | Pigasos Polichnis       | 2     | 1 (0)   | 1 (0)   | 3   | 4    | 3    | 1.333 | 165         | 143         | 1.154       |
| 3   | KV Peja                 | 2     | 0 (0)   | 2 (0)   | 0   | 0    | 6    | 0.000 | 103         | 150         | 0.687       |

Źródło: 
Punktacja: 3:0 i 3:1 – 3 pkt; 3:2 – 2 pkt; 2:3 – 1 pkt; 1:3 i 0:3 – 0 pkt
Zasady ustalania kolejności: 1. liczba zwycięstw; 2. liczba punktów; 3. stosunek setów; 4. stosunek małych punktów; 5. bilans w bezpośrednich meczach
Wyniki spotkań
| 19.09.2024 20:30 (UTC+3) | Pigasos Polichnis | 3:0 (25:15, 25:19, 25:14) raport – statystyki | KV Peja | Hala sportowa «Aleksandros Nikolaidis», Polichni Widzów: 420 |

| 20.09.2024 20:30 (UTC+3) | KV Peja | 0:3 (18:25, 19:25, 18:25) raport – statystyki | Beroe 2016 Stara Zagora | Hala sportowa «Aleksandros Nikolaidis», Polichni |

| 21.09.2024 20:30 (UTC+3) | Pigasos Polichnis | 1:3 (25:27, 20:25, 25:18, 20:25) raport – statystyki | Beroe 2016 Stara Zagora | Hala sportowa «Aleksandros Nikolaidis», Polichni Widzów: 350 |

#### Grupa B
Tabela
| Lp. | Drużyna             | Mecze | Mecze   | Mecze   | Pkt | Sety | Sety | Sety  | Małe punkty | Małe punkty | Małe punkty |
| Lp. | Drużyna             | M     | W (3:2) | P (2:3) | Pkt | wyg. | prz. | ratio | zdob.       | str.        | ratio       |
| --- | ------------------- | ----- | ------- | ------- | --- | ---- | ---- | ----- | ----------- | ----------- | ----------- |
| 1   | Arkas Spor          | 2     | 2 (1)   | 0 (0)   | 5   | 6    | 3    | 2.000 | 208         | 186         | 1.118       |
| 2   | Steaua Bukareszt    | 2     | 1 (0)   | 1 (0)   | 3   | 4    | 3    | 1.333 | 163         | 154         | 1.058       |
| 3   | Radnički Kragujevac | 2     | 0 (0)   | 2 (1)   | 1   | 2    | 6    | 0.333 | 155         | 186         | 0.833       |

Źródło: 
Punktacja: 3:0 i 3:1 – 3 pkt; 3:2 – 2 pkt; 2:3 – 1 pkt; 1:3 i 0:3 – 0 pkt
Zasady ustalania kolejności: 1. liczba zwycięstw; 2. liczba punktów; 3. stosunek setów; 4. stosunek małych punktów; 5. bilans w bezpośrednich meczach
Wyniki spotkań
| 19.09.2024 17:00 (UTC+3) | Radnički Kragujevac | 0:3 (18:25, 23:25, 16:25) raport – statystyki | Steaua Bukareszt | Hala sportowa «Aleksandros Nikolaidis», Polichni Widzów: 50 |

| 20.09.2024 17:00 (UTC+3) | Arkas Spor | 3:1 (25:20, 25:23, 22:25, 25:20) raport – statystyki | Steaua Bukareszt | Hala sportowa «Aleksandros Nikolaidis», Polichni Widzów: 50 |

| 21.09.2024 17:00 (UTC+3) | Arkas Spor | 3:2 (25:21, 23:25, 23:25, 25:16, 15:11) raport – statystyki | Radnički Kragujevac | Hala sportowa «Aleksandros Nikolaidis», Polichni Widzów: 100 |

### Mecz o 5. miejsce
| 22.09.2024 15:00 (UTC+3) | KV Peja | 3:0 (25:0, 25:0, 25:0) raport | Radnički Kragujevac | Hala sportowa «Aleksandros Nikolaidis», Polichni Widzów: — |

### Mecz o 3. miejsce
| 22.09.2024 18:00 (UTC+3) | Pigasos Polichnis | 1:3 (25:19, 19:25, 22:25, 20:25) raport – statystyki | Steaua Bukareszt | Hala sportowa «Aleksandros Nikolaidis», Polichni Widzów: 150 |

### Finał
| 22.09.2024 21:00 (UTC+3) | Beroe 2016 Stara Zagora | 0:3 (22:25, 15:25, 18:25) raport – statystyki | Arkas Spor | Hala sportowa «Aleksandros Nikolaidis», Polichni Widzów: 110 |

## Klasyfikacja końcowa
| Lp.     | Drużyna                 |
| ------- | ----------------------- |
| 1.      | Arkas Spor              |
| 2.      | Beroe 2016 Stara Zagora |
| 3.      | Steaua Bukareszt        |
| 4.      | Pigasos Polichnis       |
| 5.      | KV Peja                 |
| 6.      | Radnički Kragujevac     |
| Źródło: |                         |